# Disegno intelligente
Il disegno intelligente (in inglese intelligent design - ID) o progetto intelligente, altrimenti noto come creazionismo scientifico, è la corrente di pensiero secondo la quale «alcune caratteristiche dell'universo e delle cose viventi sono spiegabili meglio attraverso una causa intelligente, [che] non attraverso un processo non pilotato come la selezione naturale». Si tratta di una forma moderna del tradizionale argomento teleologico dell'esistenza di Dio, modificato per evitare di spiegare la natura o l'identità del "progettista". I suoi sostenitori principali sono associati al Center for Science and Culture del Discovery Institute, i cui membri ritengono che il disegnatore sia identificabile in Dio. I promotori del disegno intelligente affermano che si tratti di una teoria scientifica, e cercano di ridefinire la scienza in modo da farle accettare anche spiegazioni soprannaturali, oltre a quelle naturali.
Il consenso della comunità scientifica è che il disegno intelligente non sia scienza. Per esempio, l'Accademia Nazionale delle Scienze degli Stati Uniti ha affermato che il disegno intelligente e altre posizioni sull'intervento di forze soprannaturali nell'origine della vita non sono scienza, perché non possono essere provate con esperimenti scientifici, non fanno predizioni e non propongono nuove ipotesi proprie. Analogamente, l'American Association for the Advancement of Science e la National Science Teachers Association hanno definito il disegno intelligente una pseudoscienza.
Il disegno intelligente ebbe origine in risposta ad una sentenza del 1987 della Corte Suprema degli Stati Uniti, riguardo al principio costituzionale della separazione tra stato e chiesa. Il suo primo utilizzo significativo in una pubblicazione avvenne in Of Pandas and People, un libro di testo per i corsi di biologia nella scuole superiori del 1989. L'anno successivo venne fondato il Discovery Institute, i cui membri iniziarono a promuovere l'inclusione del disegno intelligente nei corsi delle scuole pubbliche. La visibilità del "movimento per il disegno intelligente" crebbe negli anni novanta e agli inizi del primo decennio del XXI secolo, fino a culminare nel "processo Dover" del 2005, che mise sotto giudizio la legittimità dell'insegnamento del disegno intelligente nei corsi di scienze delle scuole pubbliche. Nel processo Kitzmiller contro la Dover Area School District, un gruppo di genitori di studenti delle superiori contestarono l'obbligo per i professori delle scuole pubbliche del distretto a leggere, all'inizio dei corsi di biologia, una comunicazione nella quale si informavano gli studenti dell'esistenza del Disegno Intelligente come spiegazione alternativa dell'origine della vita, reindirizzando chi fosse eventualmente interessato al libro Of Pandas and People presente nella biblioteca dell'istituto. Il giudice distrettuale John E. Jones III sentenziò che il disegno intelligente non è scienza, che «non può distinguersi dai suoi predecessori creazionisti, e quindi religiosi», e concluse quindi che la sua promozione da parte del distretto scolastico violava la clausola di riconoscimento del primo emendamento della Costituzione degli Stati Uniti.

## Origini

### Nascita del termine
Il termine "intelligent design" ("disegno intelligente") entrò nell'uso comune dopo che la Corte Suprema degli Stati Uniti sentenziò, nel caso Edwards v. Aguillard del 1987, che richiedere l'insegnamento del creazionismo scientifico assieme all'evoluzione vìola la clausola di riconoscimento del primo emendamento della Costituzione degli Stati Uniti d'America, la quale proibisce il sostegno statale alla religione. Nel caso Edwards, la Corte Suprema sostenne anche che «insegnare una varietà di teorie scientifiche riguardo all'origine dell'umanità agli scolari potrebbe essere fatto in maniera valida con l'intento chiaramente secolare di aumentare l'efficacia dell'insegnamento della scienza». Nelle bozze del libro di testo per le superiori del 1989 Of Pandas and People, quasi tutte le occorrenze delle parole derivate da "creazione", come "creazionismo", furono sostituite dalle parole "disegno intelligente". Negli anni 1990, il termine "disegno intelligente" venne sempre più utilizzato dai sostenitori dell'insegnamento dell'alternativa all'evoluzione basata sul creazionismo, specie negli Stati Uniti.
La stessa sentenza della Corte Suprema suggerì allo studioso di legge in pensione Phillip Johnson, nel suo libro Darwin on Trial (1991), a sostenere l'opportunità di redefinire il concetto di "scienza" per permettere l'inclusione di affermazioni sulla creazione supernaturale. Un gruppo composto da Michael Behe, Stephen Meyer e William Dembski si unì a Johnson per rovesciare il naturalismo metodologico proprio del metodo scientifico (che Johnson descrive come "materialismo") e sostituirlo con il "realismo teistico" attraverso quella che chiamarono "Wedge strategy". Behe contribuì alla revisione del 1993 di Of Pandas and People, elaborando le idee che in seguito definì come "complessità irriducibile". Nel 1994 Meyer si mise in contatto con il Discovery Institute e l'anno successivo ottenne dei fondi per organizzare il Center for Renewal of Science and Culture ("Centro per il rinnovamento della scienza e della cultura") per promuovere il movimento del disegno intelligente, cercando il sostegno dell'opinione pubblica e della politica per l'insegnamento del "disegno intelligente" come un'alternativa basata su creazionismo all'evoluzione, in particolare degli Stati Uniti d'America.
Il disegno intelligente è presentato come un'alternativa alle spiegazioni naturali per lo sviluppo della vita; come tale, si oppone alla biologia, che si basa sul metodo scientifico per spiegare la vita attraverso processi osservabili come la mutazione e la selezione naturale.
L'obiettivo dichiarato del disegno intelligente è quello di indagare l'esistenza di prove empiriche che implichino che la vita sulla Terra debba essere stata progettata da uno o più agenti intelligenti. William Dembski, uno dei principali proponenti del disegno intelligente, ha detto che l'affermazione principale del disegno intelligente è che «esistono sistemi naturali che non possono essere spiegati adeguatamente in termini di forze naturali non governate e che mostrano caratteristiche in qualunque altra circostanza sarebbero attribuite all'intelligenza». In Wedge strategy, il manifesto trapelato al pubblico del Discovery Institute, ai sostenitori del movimento veniva detto «Stiamo cavalcando questa onda, allargando il cuneo [wedge, n.d.t.] con un'alternativa scientifica positiva alle teorie scientifiche materialistiche, che è divenuta nota come disegno intelligente. La teoria del disegno promette di rovesciare la soffocante predominanza della visione materialistica del mondo e di sostituirla con una scienza in accordo con le convinzioni cristiane e teistiche».
I sostenitori del disegno intelligente cercano prove di quelli che chiamano "segni dell'intelligenza", proprietà fisiche di un oggetto che fanno riferimento a un disegnatore (come nel caso dell'argomento teleologico). Per esempio, i proponenti del disegno teologico sostengono che un archeologo che trova una statua di pietra in un campo potrebbe concludere comprensibilmente che la statua è stata disegnata e ragionevolmente cercare il suo disegnatore; l'archeologo non sarebbe autorizzato a giungere alla stessa affermazione riguardo ad un macigno irregolare delle stesse dimensioni. I sostenitori del disegno affermano che i sistemi viventi mostrano grande complessità e ne deducono che alcuni aspetti della vita sono stati disegnati.
I sostenitori del disegno intelligente affermano che, sebbene la prova a favore della natura di una "causa o agente intelligente" possa non essere osservabile direttamente, i suoi effetti in natura possono essere rilevati. Dembski afferma in Signs of Intelligence: «i sostenitori del disegno intelligente lo considerano un programma di ricerca scientifico che investiga gli effetti delle cause intelligenti [...] non le cause intelligenti per sé». Nella sua visione non è possibile cercare di identificare influenze esterne a un sistema chiuso dall'interno, dunque le questioni riguardo all'identità di un disegnatore cadono fuori dal dominio della visione. Comunque, nessun test rigoroso per identificare questi effetti è stato ancora proposto. Nessun articolo a sostegno del disegno intelligente è stato mai pubblicato in riviste scientifiche a revisione paritaria, né il disegno intelligente è mai stato oggetto di ricerche o test scientifici.

### Formazione del concetto
La locuzione "disegno intelligente", usata in questo senso, apparve per la prima volta nel libro di testo Of Pandas and People (Haughton Publishing Company, Dallas, 1989).
Anche se la traduzione diretta del termine inglese "design" sarebbe "progetto" (e quindi "Progetto Intelligente"), la denominazione Disegno Intelligente è da preferirsi poiché questo è il termine con cui la teoria è stata ed è usualmente denotata, sia negli articoli di stampa che nelle discussioni, da quando la teoria è diventata nota ed oggetto di discussione anche in Italia.
Il termine venne promosso più ampiamente da Phillip E. Johnson, che è stato per 20 anni un famoso professore di legge presso l'Università di Berkeley, USA, a seguito del suo libro, uscito nel 1991 e in seconda edizione aggiornata nel 1993, Darwin on Trial, libro che a tutt'oggi costituisce, insieme con Darwin's Black Box di Michael Behhe, il punto di riferimento fondamentale della critica che il Disegno intelligente porta alla teoria evolutiva neodarwiniana. Johnson, agnostico convertito al cristianesimo, è il consigliere per i programmi del Center for Science and Culture ed è considerato il padre del movimento del disegno intelligente. Nel 1987, durante un anno sabbatico in Inghilterra, Johnson lesse insieme il libro di Richard Dawkins "L'orologiaio cieco", che difende vigorosamente la teoria dell'evoluzione darwiniana, e il libro di Michael Denton "Evolution: A Theory in Crisis", che invece è fortemente critico delle basi scientifiche dell'evoluzione darwiniana. Johnson trovò il libro di Dawkins "a brilliantly written polemic, and notable for the absence of supporting evidence", mentre fu convinto dalla descrizione scettica di Denton. Di qui nacque in Johnson l'idea di saggiare le basi della teoria dell'evoluzione darwiniana dal punto di vista dell'evidenza scientifica e, soprattutto, dal punto di vista metodologico. La tesi di Johnson, chiaramente e dettagliatamente esposta nel libro, è che la sintesi neodarwiniana si propone a priori come spiegazione accertata dell'evoluzione biologica, più che appoggiarsi a reali prove scientifiche per dimostrare la propria validità. In altri termini affermerebbe la propria verità a partire dall'accettazione assiomatica di uno stretto naturalismo scientifico come uno metodo valido di indagine scientifica. Su queste basi la teoria dell'evoluzione neodarwiniana non sarebbe in realtà una teoria scientifica ma un paradigma naturalistico di comprensione del mondo, sfuggendo a priori alla falsificabilità proposta da Popper come caratteristica base di una vera teoria scientifica. A questo proposito Johnson cita come per lo stesso Popper la teoria darwiniana non fosse in realtà una teoria scientifica e il meccanismo evolutivo proposto dal neodarwinismo fosse proposto in realtà come una Tautologia, per cui qualsiasi riscontro sperimentale poteva essere fatto rientrare nella teoria stessa.
È da ricordare che per circa un millennio, i filosofi hanno sostenuto che la complessità del "disegno" della natura, che opera per scopi complicati, indica l'esistenza di un progettista/creatore sovrannaturale; questo è noto come l'argomento teleologico dell'esistenza di Dio. Le forme più importanti di questa argomentazione furono espresse da Tommaso d'Aquino nella sua Summa Theologica (XIII secolo), in cui il progetto era l'ultima delle cinque prove dell'esistenza di Dio, e da William Paley nel suo libro Natural Theology (XIX secolo) dove compare la sua analogia dell'orologiaio. Il concetto moderno di disegno intelligente si distingue dall'argomento teleologico in quanto non identifica l'agente della creazione.

## Sostenitori e detrattori

### Principali promotori del disegno intelligente
Le argomentazioni del disegno intelligente sono formulate con termini secolari e metodologicamente non attribuiscono un'identità al progettista. Malgrado ciò, la stragrande maggioranza dei sostenitori sono credenti.
Phillip Johnson ha dichiarato esplicitamente che ciò è necessario per evitare sottintesi di creazionismo teistico in un campo ampiamente dominato dal naturalismo ateleologico. Quindi secondo Johnson, un cristiano rinato, «la prima cosa che deve essere fatta è tirare la Bibbia fuori dalla discussione. [...] Ciò non equivale a dire che le questioni bibliche non siano importanti; il punto è piuttosto che il momento di affrontarle verrà dopo che abbiamo separato il pregiudizio materialista dai fatti scientifici». Di conseguenza Johnson invita esplicitamente i propositori del disegno intelligente a non utilizzare nel dibattito le loro motivazioni religiose: «Il disegno intelligente è un movimento intellettuale, e la strategia del cuneo [la wedge strategy] smette di funzionare quando veniamo visti solo come in modo diverso di impacchettare il messaggio cristiano evangelico. [...] Gli evangelici fanno il loro lavoro molto bene, e spero che il nostro lavoro gli apra alcune porte che sono state chiuse».
La maggioranza dei principali sostenitori del Disegno intelligente (compresi Michael Behe, William Dembski, Jonathan Wells, e Stephen Meyer) sono cristiani e hanno dichiarato che secondo loro il progettista della vita è chiaramente Dio. Nel suo libro The Design Inference, Dembski elenca diverse possibili opzioni per l'identità del progettista, come Dio o una "forza vitale aliena"; al contrario, nel suo libro Intelligent Design; the Bridge Between Science and Theology Dembski dichiara che «Cristo è indispensabile per qualsiasi teoria scientifica, anche se chi la pratica non ha indizi su di lui. La pragmatica di una teoria scientifica può, per essere certa, essere portata aventi senza ricorrere a Cristo. Ma la validità concettuale della teoria può essere collocata in definitiva solo in Cristo». Dembski dichiara inoltre «Il disegno intelligente è parte della rivelazione generale di Dio [...] Non solo il disegno intelligente ci libera da questa ideologia [materialismo], che soffoca lo spirito umano, ma secondo la mia personale esperienza, ho trovato che apre la strada per cui la gente possa giungere a Cristo».

### Scientificità del disegno intelligente
Il consenso della comunità scientifica internazionale è che il Disegno intelligente non sia una scienza.
Nella filosofia della scienza, il problema del riconoscimento di ciò che è scienza è detto "problema della demarcazione". Perché una teoria si qualifichi come scientifica, essa deve essere:
- coerente, internamente ed esternamente
- parsimoniosa, cioè non abbondare nel proporre entità o spiegazioni, secondo il principio del rasoio di Occam
- utile, in quanto descrive e spiega i fenomeni osservati
- provabile e falsificabile empiricamente (si veda falsificabilità)
- basata su esperimenti ripetibili e controllabili
- correggibile e dinamica, in quanto deve essere possibile applicarvi dei cambiamenti con la scoperta di nuovi dati
- progressiva, ottenendo tutto ciò che ottenevano le teorie precedenti
- provvisoria, ammettendo che potrebbe non essere corretta, invece che affermare certezze

Secondo il consenso scientifico, il Disegno intelligente non avrebbe molte di queste proprietà:
1. manca di coerenza: il Disegno intelligente è infatti basato sul presupposto che complessità e improbabilità debbano implicare un progettista intelligente, ma che l'identità e le caratteristiche di tale progettista non siano identificate o quantificate, né necessitino di esserlo;
2. viola il principio di parsimonia: la presenza di un progettista non è necessaria e dunque la sua introduzione rende il Disegno intelligente non parsimonioso;
3. non è utile: il Disegno intelligente non ha infatti capacità predittiva, cioè non consente di predire in anticipo il verificarsi di uno specifico fenomeno e i suoi dettagli date le condizioni iniziali;
4. non è falsificabile: il progettista viene infatti posto oltre il reame dell'osservabile, e le assunzioni circa la sua esistenza non possono essere avallate né confutate dall'osservazione;
5. non è correggibile, dinamico, provvisorio o progressivo: il Disegno intelligente introduce un elemento, il progettista, di cui non si deve rendere conto, in quanto al di là dell'oggetto della scienza, e dunque la teoria non dovrebbe essere cambiata in nessun caso a seguito di nuove scoperte[26][27].

In sintesi, il soggetto non univocamente definito del Disegno intelligente si differenzia dal Dio cristiano che in Gesù è totalmente rivelato e predittivo. Con tale affermazione si intende dire che egli è predetto nelle profezie messianiche dell'Antico Testamento e a sua volta è l'unico rivelatore dei Sette sigilli dell'Apocalisse, che indicano la storia degli ultimi tempi del genere umano e i relativi segni o condizioni iniziali per il verificarsi della loro manifestazione.

### Chiesa cattolica e Disegno intelligente
A livello personale autorevoli personalità cattoliche hanno preso posizioni favorevoli o contrarie rispetto alle idee del disegno intelligente, ma la Chiesa cattolica ha in generale evitato di prendere una posizione ufficiale nella disputa sul disegno intelligente. Il tema è caro anche al papa Benedetto XVI che nel 2006 ha discusso il rapporto tra creazione ed evoluzione nella sua annuale Schülerkreis. In realtà Ratzinger aveva già scritto nel 1968 un articolo sull'argomento dal titolo Schöpfungsglaube und Evolutionstheorie (traducibile come "Credenza nella creazione e teoria dell'evoluzione"). In esso egli discuteva le conseguenze sulla fede della visione evoluzionista del mondo e sosteneva che l'evoluzione, pur presentando una sfida alla fede, non può né confermarla né distruggerla; è necessario tuttavia un approccio pacato da ambo i lati per non sconfinare in una spiegazione della totalità dell'esistenza, che renderebbe superflui Dio e la metafisica. La stessa posizione è sostanzialmente ritrovabile nel discorso dell'udienza generale del 9 novembre 2005, in cui il papa commentava un'omelia di san Basilio:
Questo estratto dal discorso del Papa è stato più volte utilizzato per sostenere una posizione della Chiesa Cattolica favorevole al disegno intelligente. In esso tuttavia il Papa non intende negare la teoria dell'evoluzione, né sostenere la scientificità del disegno intelligente. Su quest'ultimo punto in particolare, la posizione della Chiesa è sostanzialmente concorde. Per quanto essa sostenga la necessità di porre interrogativi importanti per contribuire al dibattito nella scienza, la Chiesa è infatti in generale scettica quando la ricerca scientifica sconfina in ambito religioso e metafisico. Così si esprime Mons. Fiorenzo Facchini, docente di Antropologia e Paleontologia all'Università di Bologna (L'Osservatore Romano, 16 gennaio 2006):
Analogamente il cardinale Camillo Ruini ha affermato che, nel momento in cui dal disegno intelligente si inferisce l'esistenza di un'intelligenza creatrice, è concreta la possibilità di sconfinare dai canoni della ricerca scientifica naturalistica.
Sempre Facchini tuttavia tiene a precisare che l'impossibilità di comprendere la creazione con metodi scientifici va considerata in entrambe le direzioni: se la scienza non permette di inferire la creazione, non permette neanche di falsificarla.
Nel dichiarare di accettare il naturalismo metodologico come parte della definizione di scienza, Facchini si allontana dai sostenitori del disegno intelligente su quello che è il vero punto chiave della disputa. Tale posizione è condivisa da altri cattolici, come l'astronomo gesuita padre George Coyne, già direttore della Specola Vaticana, ma non è accolta unanimemente.
In prima fila tra i detrattori si trova il cardinale di Vienna Christoph Schönborn, che ha espresso ampiamente la sua idea in un editoriale sul New York Times del 7 luglio 2005 dal titolo "Scoprire il progetto nella natura", editoriale che ha avuto un'enorme eco:
Lo stesso Schoenborn si è in seguito espresso con toni più moderati:
Sull'argomento si è espresso il sacerdote e matematico George Coyne, direttore della specola vaticana e membro dell'Accademia Pontificia delle Scienze. In un'intervista del mensile Le Scienze ha dichiarato che il dibattito sull'ID è di natura principalmente politica, ed è portato avanti dalle "confessioni cristiane fondamentaliste", come battisti ed evangelici, orientati verso l'interpretazione letterale della Bibbia, che manipolerebbero le persone per raggiungere l'affermazione delle loro credenze.

## Concetti chiave

### Complessità irriducibile

#### Definizione e applicazione nell'ambito del disegno intelligente
Il concetto di "complessità irriducibile" venne introdotto da Michael Behe nel suo libro del 1996, intitolato Darwin's Black Box ("La scatola nera di Darwin"), e definito come:
(Michael Behe, Molecular Machines: Experimental Support for the Design Inference)
Behe usa l'esempio della trappola per topi per illustrare il concetto di complessità irriducibile. Una trappola per topi consiste di diverse parti che interagiscono — la base, la molla, il blocco e il relativo gancio di fermo: tutte queste devono essere presenti perché la trappola funzioni.
L'argomentazione della complessità irriducibile viene utilizzata per dimostrare l'impossibilità, da parte della teoria dell'evoluzione di rendere conto dell'emergere di alcuni complessi sistemi biochimici cellulari: Behe e altri sostenitori del disegno intelligente affermano infatti che tali meccanismi, in quanto dotati di complessità irriducibile, non possono essersi evoluti gradualmente e che quindi devono essere stati progettati deliberatamente da qualche forma di intelligenza. I promotori del disegno intelligente sostengono che la selezione naturale, in base alla sua stessa definizione e modalità operativa, non può aiutare nell'evoluzione di questi sistemi attraverso piccole modifiche successive, perché la funzionalità del sistema è presente solo quando tutte le parti che lo compongono sono assemblate. Gli esempi di meccanismi irriducibilmente complessi fatti originalmente da Behe comprendevano il flagello batterico dell'E. coli, la coagulazione del sangue, le ciglia, e il sistema immunitario adattivo.

#### Confutazione della complessità irriducibile
La principale critica all'applicazione dell'argomentazione della complessità irriducibile alla teoria dell'evoluzione si basa sulla constatazione che in tutti gli organismi viventi esistono parti che hanno più funzioni contemporaneamente (molteplicità di funzioni) e funzioni che sono svolte da più parti (ridondanza). Il transito da funzione a funzione di una singola parte sarebbe quindi graduale, e perfettamente compatibile con l'idea di evoluzione. Secondo tale critica l'esempio della trappola per topi o dell'orologio (quest'ultimo reso celebre da William Paley nella sua opera Teologia naturale) non sono applicabili alla natura, ma solo ai manufatti.
Inoltre va considerato che, all'interno del processo evolutivo, parti che all'inizio sono semplicemente vantaggiose possono divenire essenziali solo in seguito; l'evoluzione, infatti procede per rimozione delle parti oltre che per loro aggiunta: questa obiezione è detta scaffolding objection ("obiezione dell'impalcatura") ed afferma che una struttura a complessità irriducibile può essere ottenuta attraverso una struttura che funge da "impalcatura" fintanto che la struttura non è completa.
Gli stessi esempi di complessità irriducibile portati da Behe e dai suoi sostenitori sono stati, però, confutati, sia quelli riguardanti sistemi artificiali come la trappola per topi che quelli biologici.
Sebbene il dibattito sulla validità scientifica della complessità irriducibile e della sua applicazione in confutazione della teoria dell'evoluzione non sia terminato, così come per il disegno intelligente in generale, anche nel caso della complessità irriducibile il parere quasi unanime della comunità scientifica è negativo. Tale posizione è stata evidenziata anche a seguito di un processo negli Stati Uniti: il processo Dover è giunto alla conclusione che "le affermazioni del professor Behe sulla complessità irriducibile sono state confutate negli articoli scientifici a revisione paritaria [peer-reviewed] e sono stati largamente rigettati dalla comunità scientifica".

### Complessità specificata

#### Definizione
Nell'ambito del disegno intelligente, il concetto di "complessità specificata" è stato sviluppato negli anni 1990 dal matematico, filosofo e teologo William Dembski. Dembski sostiene che quando qualcosa mostra una complessità specificata (ovvero è qualcosa al tempo stesso complesso e "specificato") si può inferire che sia stato prodotto da una causa intelligente (ovvero è stato progettato), piuttosto che sia il risultato di processi naturali. Egli fornisce i seguenti esempi: «Una singola lettera dell'alfabeto è specificata senza essere complessa. Una lunga frase composta da lettere casuali è complessa senza essere specificata. Un sonetto di Shakespeare è sia complesso che specificato». Dembski sostiene che i dettagli delle creature viventi possono essere caratterizzati in modo simile, in particolare le "forme" assunte dalle sequenze molecolari in molecole biologiche funzionali come il DNA.
Inoltre, Dembski definisce come complex specified information ("informazione complessa specificata", CSI) un evento stocastico che abbia una probabilità di realizzarsi per caso inferiore a 10−150, il "limite di probabilità universale". Tale valore corrisponde all'inverso del limite superiore del "numero totale di [possibili] eventi specificati nel corso di tutta la storia cosmica", così come è stato calcolato da Dembski. Dembski argomenta che il CSI non può essere generata solo dai meccanismi naturali conosciuti della legge fisica e del caso, o da una loro combinazione. Egli sostiene che ciò avviene perché tali leggi possono solo variare o perdere informazione, ma non la producono, e il caso può produrre informazioni complesse non specificate o informazioni specificate non complesse, ma non CSI; Dembski fornisce un'analisi matematica che a suo parere dimostrerebbe che le leggi e il caso, anche operando assieme, non possono produrre ICS.

#### Confutazione
La validità concettuale della complessità specificata è decisamente negata dalla comunità scientifica.
La critica più comune al concetto di complessità specificata riguarda la sua applicabilità al meccanismo di selezione evolutiva. La comunità del disegno intelligente utilizza la complessità specificata per individuare quelle strutture naturali (principalmente sistemi biologici) che sarebbero troppo complesse per essere sorte unicamente come risultato della selezione naturale e dunque, sempre secondo la comunità dell'ID, al di là delle capacità del meccanismo evolutivo. La critica sottolinea l'assenza in questo modello dell'evoluzione della fase di selezione a fianco di quella di mutamento casuale: piccoli cambiamenti, la cui probabilità è molto più elevata della CSI, sarebbero selezionati e usati come base per mutamenti successivi. Per questo motivo, l'evoluzione attraverso la selezione è in grado di spiegare la complessità osservata nei sistemi biologici, come evidente dalle tecniche di progettazione di sistemi ad elevata complessità in campo elettronico, aeronautico e automobilistico, in cui problemi troppo complessi per i progettisti umani vengono risolti tramite algoritmi evolutivi.
Nell'Illusione di Dio, Richard Dawkins solleva una obiezione logica, affermando che spiegare la complessità improbabile tramite un "intelligent designer" sposta solo il problema poiché, sostiene, tale progettista dovrebbe essere almeno altrettanto complesso.

### Universo finemente regolato
Un altro argomento portato avanti dai promotori del disegno intelligente riguarda le caratteristiche dell'universo in cui viviamo, che definiscono un "universo finemente regolato", un universo, cioè, in cui i valori delle costanti universali avrebbero proprio quei valori necessari alla vita e che non potrebbero essere solamente dovuti al caso. Il sostenitore del disegno intelligente e socio del Center for Science and Culture Guillermo Gonzalez afferma che se uno qualunque di questi valori fosse anche solo appena differente, l'universo risultante sarebbe drammaticamente differente, rendendo impossibile la formazione di molti elementi chimici e strutture dell'Universo, come le galassie. Per questo motivo, secondo i sostenitori del disegno intelligente, è necessario un progettista intelligente della vita per assicurare che le caratteristiche necessarie ad essa fossero presenti.
La risposta quasi unanime della comunità scientifica è stata che questa affermazione non può essere sottoposta a verifiche e non è scientificamente produttiva; anche nel caso in cui fosse presa in considerazione a puro titolo speculativo, questa affermazione sarebbe difficilmente sostenuta dalle prove. Victor Stenger e altri critici affermano che sia il disegno intelligente che la forma debole del principio antropico, la quale asserisce che le leggi della fisica devono permettere la vita poiché noi osserviamo che la vita esiste, sono delle tautologie, in quanto, a suo dire, equivalgono ad affermare che la vita sia in grado di esistere perché l'Universo è in grado di sostenerla.
L'argomentazione basata sull'estrema improbabilità di un universo che supporti la vita viene vista come un argumentum ad ignorantiam, perché assumerebbe implicitamente che nessun'altra forma di vita sia possibile oltre quella nota (sciovinismo del carbonio); in condizioni differenti la vita come la conosciamo potrebbe non esistere, ma al suo posto potrebbe esserci un tipo differente di vita..
Infine alcuni critici suggeriscono come i parametri fondamentali sembrino in qualche modo interconnessi tra loro, e che i calcoli fatti da matematici e fisici indichino l'elevata probabilità dell'emergere di un universo simile al nostro.

### Dilemma di Haldane
Il "dilemma di Haldane" si riferisce ad un limite sulla velocità del processo di evoluzione favorevole, calcolata in primo luogo da John Burdon Sanderson Haldane nel 1957 e chiarita ulteriormente dai commentatori successivi. I critici dell'evoluzione, ed in particolare i fautori del disegno intelligente, affermano come questo dilemma sia scientificamente insoluto dalla comunità scientifica e che suggerisca l'inadeguatezza del meccanismo neodarwiniano nella spiegazione dell'evoluzione biologica. In particolare, il creazionista Walter ReMine ha affermato che l'evoluzione da un antenato comune di esseri umani e scimmie non avrebbe potuto avvenire in cinque milioni di anni, proprio a causa del dilemma di Haldane.
Nel suo The Cost of Natural Selection Haldane sintetizza così il problema:
Le critiche all'applicazione di ReMine del dilemma di Haldane si basano sull'assunzione che il tasso di sostituzione di un gene vantaggioso ogni 300 sia sufficiente a differenziare due specie (la cui differenza genetica è dovuta anche a mutazioni genetiche "neutrali"): in altre parole, fintanto che non si conosceranno le differenze genetiche non-neutrali tra esseri umani e scimpanzé non sarà possibile determinare se il dilemma di Haldane sia o meno applicabile all'evoluzione umana. Ulteriori critiche sono avanzate sulla stima del costo di sostituzione di un gene e sulla riduzione di tale costo dovuta alla sostituzione simultanea di più geni.

### Altre critiche al disegno intelligente

#### Mancanza di una revisione scientifica paritaria
Dembski ha scritto che "forse il motivo migliore [per essere scettici su questa teoria] è che il disegno intelligente deve ancora stabilirsi come un fiorente programma di ricerca scientifica". I critici infatti affermano che i promotori del disegno intelligente, non sottoporrebbero articoli alle riviste relative alle scienze naturalistiche con revisione paritaria, o imposterebbero una "revisione tra pari" solo di sostenitori del disegno intelligente. I promotori ribattono che il problema semmai è limitato alle riviste di biologia ma che comunque anche in questo ramo alcuni articoli basati sulla loro teoria sono stati pubblicati con revisione paritaria su questo tipo di riviste. Affermano inoltre che la difficoltà per una presenza più massiccia in riviste di biologia è dovuta al fatto che i concetti a supporto del disegno intelligente verrebbero costantemente esclusi dal discorso scientifico principale. Essi affermano che ciò avviene perché gli argomenti del disegno intelligente sfidano i principi di uno stretto naturalismo filosofico e uniformitarianismo che sarebbero, a loro parere, accettati senza un reale fondamento dal grosso della comunità scientifica. Quindi i sostenitori del disegno intelligente ritengono che la ricerca orientata verso un progettista intelligente venga spesso rigettata semplicemente perché devia da queste "convinzioni dogmatiche", senza considerare i meriti delle loro specifiche affermazioni. Oltre a questa spiegazione vengono aggiunte altre motivazioni, quali i lenti tempi di pubblicazione delle riviste e la necessità, a questo stadio, di ampliare la base dei ricercatori interessati diffondendo i concetti del Disegno Intelligente in libri e organizzando conferenze sull'argomento. Per esempio, in un'intervista del 2001 William Dembski affermò che sottopone pochi articoli alle riviste revisionate pariteticamente a causa sia dei loro lenti tempi di stampa sia perché in questo momento è necessario fare opera di informazione pubblicando libri sull'argomento e svolgendo dibattiti e conferenze, cosa che tra l'altro permette di riceverne un maggior profitto in termini economici.
Secondo i critici la tesi di un pregiudizio sistemico naturalistico sarebbe un attacco ad hominem, studiato per coprire la mancanza di successi significativi nel produrre dati o teorie scientificamente testabili e verificabili, sostenendo che esiste una cospirazione nei loro confronti. Inoltre affermano che questo è un argomento comunemente usato dai sostenitori di opinioni pseudoscientifiche (soprattutto dagli entusiasti degli UFO), e che il pregiudizio percepito è semplicemente il risultato del fatto che il disegno intelligente non sarebbe scientifico né adeguatamente supportato.
I sostenitori del disegno intelligente non solo respingono l'accusa di attacchi "ad hominem", affermando di rispecchiare semplicemente la realtà delle cose, ma rivolgono la stessa accusa ai critici della loro teoria indicando a sostegno di questo la frequenza e l'intensità di attacchi personali svolti sia su web che sulla stampa nei confronti dei sostenitori del disegno intelligente, oltre a documentare casi specifici di persone rimosse dai loro incarichi di insegnamento o di ricerca solo per aver manifestato interesse per il disegno intelligente.
Riguardo alla pubblicazione su riviste con revisione paritaria fanno inoltre notare che per esempio nel 2004 un articolo di Stephen C. Meyer, Direttore del "Discovery Institute's Center for Science & Culture", apparve nella rivista revisionata pariteticamente, Proceedings of the Biological Society of Washington; il riferimento è significativo perché tale rivista è collegata allo Smithsonian Institute che è una dei più noti e autorevoli istituti nel campo delle scienze naturali. Per questo motivo, la rilevanza di questo articolo è stata pesantemente criticata dai critici più radicali del disegno intelligente che lo vedono come "un edificio retorico tramite omissione di fatti rilevanti, citazioni selezionate, analogie sbagliate, demolizione di argomenti deboli e interpretazioni tendenziose".. A tali attacchi i sostenitori della teoria hanno risposto osservando che le argomentazioni a favore del disegno intelligente presenti nell'articolo sono tutte documentate e dettagliate proprio facendo riferimento a debolezze reali della teoria neo-darwiniana, e che l'unico motivo per criticarne le argomentazioni risiederebbe nelle conclusioni che derivano dai fatti presentati e che demoliscono la credibilità del paradigma neo-darwiniano. Il clamore conseguente alla disputa e ha portato l'editore della rivista ad avallare una risoluzione pubblicata dall'"American Association for the Advancement of Science" (un'associazione che promuove un approccio strettamente naturalistico alla scienza e quindi ritenuta di parte dai sostenitori del disegno intelligente) che affermava non esistere prove scientifiche credibili a supporto del disegno intelligente. Le ragioni della rivista per disconoscere l'articolo vennero tuttavia negate da Richard Sternberg, che era caporedattore all'epoca in cui l'articolo venne presentato, e successivamente lasciò la direzione editoriale al momento della sua pubblicazione.
Questo fatto è indicativo di una polarizzazione netta di posizioni sulla scientificità del disegno intelligente. I critici dell'articolo imputano a Sternberg pregiudizi creazionisti in materia, essendo egli anche membro della direzione editoriale del Baraminology Study Group, un'organizzazione con un'agenda creazionista; tuttavia il Baraminology Study Group, e l'interessato, affermano invece che Stemberg non è affatto un creazionista ed anzi nell'ambito di tale organizzazione agisce principalmente come revisore scettico. Di conseguenza, questo fatto viene citato dai sostenitori del disegno intelligente come prova evidente dello stretto controllo naturalistico sulle riviste del settore, anche in considerazione del fatto che lo stesso Sternberg ha lamentato di essere stato "bersaglio di rappresaglie e molestie" in una successiva causa di lavoro, citando a supporto di ciò una lettera dello United States Office of Special Counsel.
I promotori del disegno intelligente hanno anche portato come prova di revisione tra pari un articolo di Michael Behe e David W. Snoke pubblicato nella rivista Protein Science nel 2004. La sopra citata polarizzazione delle posizioni sarebbe ulteriormente dimostrata dal fatto che, pur non potendo eccepire sulla qualità e sulla revisione dell'articolo, i critici hanno messo in dubbio la sua pertinenza alla questione in discussione perché esso non conterrebbe una teoria del disegno né farebbe alcun tentativo di modellare un processo del disegno intelligente o proporre alternative all'evoluzione neo-darwiniana. A ciò viene ribattuto che tale critica è pretestuosa perché il disegno intelligente è supportato pesantemente dall'articolo in quanto esso mostra l'irriducibilità di un sistema biochimico apparentemente non evolvibile con l'aiuto del solo paradigma neo-darwiniano caso+necessità.

#### Ipotesi sul progettista
Le argomentazioni del disegno intelligente sono formulate in termini secolari ed evitano intenzionalmente di identificare il progettista o i progettisti che presuppongono. Sebbene il progettista non venga identificato in un dio, di fatto gli argomenti proposti dal disegno intelligente ipotizzano spesso implicitamente che il progettista sia intervenuto con mezzi soprannaturali: se, da una parte, William Dembski afferma in The Design Inference che l'introduzione della vita sulla Terra da parte di alieni sia compatibile con le sue ipotesi, lo stesso Dembski ammette poi che «nessun progettista intelligente che sia esclusivamente fisico avrebbe potuto provvedere all'origine dell'universo o della vita». I principali sostenitori del disegno intelligente hanno rilasciato dichiarazioni ai propri sostenitori in cui affermano di credere che il progettista sia il Dio cristiano, escludendo quindi le altre religioni.
Secondo molti critici i ricercatori del disegno intelligente dovrebbero spiegare perché gli organismi vennero progettati come sono, sostenendo che molti esempi presenti in biologia renderebbero l'ipotesi del progetto improbabile. Per esempio Jerry Coyne dell'Università di Chicago si chiede:
 Al riguardo, Michael Behe ha scritto in Darwin's Black Box che noi non siamo capaci di comprendere le motivazioni del progettista, per cui è impossibile rispondere in maniera definitiva a queste domande: «Caratteristiche che ci colpiscono come strane, potrebbero esser state date dal progettista per vari motivi [...] per ragioni artistiche, per mettersi in mostra, per qualche scopo pratico non ancora individuabile, o per qualche ragione non intuibile». D'altra parte i critici come Coyne obiettano che la possibilità di motivi mutuamente contraddittori e "non intuibili", così come l'esistenza di progetti non ottimali indicherebbe che il disegno intelligente non è falsificabile e quindi non è scientifico.

#### "Cosa (o chi) ha progettato il progettista?"
Sollevando la questione della necessità di un progettista per gli oggetti a complessità irriducibile, il disegno intelligente solleva anche la questione se il progettista debba a sua volta essere progettato e se sì cosa o chi avrebbe progettato il progettista. In particolare i critici argomentano nel modo seguente.
1. In base alle sue stesse argomentazioni ogni progettista capace di creare complessità irriducibili deve essere anch'esso irriducibilmente complesso.
2. Se alla domanda "chi lo ha progettato?" si risponde con argomenti teologici, invocando una causa non causata come una divinità, l'obiezione è che il disegno intelligente si ridurrebbe al creazionismo religioso.
3. Se venisse postulata l'esistenza anche di una singola causa non causata nell'universo, ciò contraddirebbe l'assunto fondamentale del disegno intelligente, per cui ogni oggetto complesso richiede un progettista.
4. Se, in caso contrario, la successione di progettisti potesse continuare all'infinito, l'obiezione è che questo creerebbe un paradosso logico nel disegno intelligente, lasciando così pendente la questione della creazione del primo progettista.
Quindi, secondo gli oppositori, qualsiasi tentativo di aggiustare le ipotesi del disegno intelligente, o produrrebbe una contraddizione, o lo ridurrebbe a un credo nel creazionismo religioso. In quest'ultimo caso non vi sarebbe contraddizione alcuna ma il disegno intelligente cesserebbe di essere una teoria falsificabile e perderebbe la sua abilità di autosostenersi come teoria scientifica. In particolare Richard Dawkins, sostiene che il disegno intelligente prenderebbe semplicemente la complessità richiesta per l'evoluzione della vita spostandola sul "progettista" senza spiegare come la complessità si sia generata in primo luogo.
I sostenitori del disegno intelligente controbattono che l'intera argomentazione è basata su un ragionamento errato:
1. Anche se è vero che un progettista capace di creare complessità irriducibili deve essere necessariamente più complesso di ciò che ha generato, il disegno intelligente non ha affatto tra i suoi assunti fondamentali che ogni oggetto o entità complessa debba richiedere un progettista; questo è un requisito, che deriva semmai dall'applicazione di un assioma strettamente naturalistico che non solo non è dimostrato, ma anzi è proprio l'oggetto del contendere; sarebbero quindi proprio i sostenitori del neo-darwinismo a cadere in contraddizione logica svolgendo un ragionamento circolare.
2. Nelle argomentazioni non è necessario introdurre argomenti teologici, invocando una causa non causata come una divinità, perché il disegno intelligente si limita all'inferenza del progetto senza andare oltre alla ricerca delle motivazioni e della natura del progettista; è del tutto indifferente da questo punto di vista che vi sia un progettista primo o che vi sia una catena infinita di progettisti; quindi non richiede affatto come presupposto il creazionismo religioso.
3. Inoltre la metodologia stessa della scienza naturalistica deve accettare una regressione all'infinito di modelli e spiegazioni relativi ai fenomeni naturali; sarebbe quindi completamente contraddittorio accusare di paradosso logico il disegno intelligente, che limita volutamente i suoi obiettivi, quando semmai questa accusa e l'affermazione di Dawkins sarebbero a maggior ragione applicabili alla scienza naturalistica.
Quindi, secondo i sostenitori, nella metodologia e nelle argomentazioni del disegno intelligente non ci sarebbe alcuna contraddizione logica, o confusione con il creazionismo religioso e il disegno intelligente manterrebbe a pieno titolo le sue caratteristiche di teoria scientifica.

#### Argumentum ad ignorantiam
Molte critiche sono state fatte sia al concetto di disegno intelligente che al movimento ad esso associato.
Alcuni critici hanno sostenuto che molti punti sollevati dai promotori del disegno intelligente ricordano l'argumentum ad ignorantiam. In questo tipo di errore logico, qualcuno sostiene che la mancanza di prove a supporto di un punto di vista sia una prova del punto di vista di qualcun altro (ad esempio: "La scienza non può spiegarlo, quindi è opera di Dio"). Viene citata per esempio la richiesta da parte di Michael Behe per una spiegazione più dettagliata dell'evoluzione storica dei sistemi molecolari che, secondo i critici, sembrerebbe presumere una dicotomia dove o l'evoluzione o il progetto sono la spiegazione giusta, e ogni fallimento percepito dell'evoluzione diventa una vittoria del progetto. I critici affermano invece che in termini scientifici, "l'assenza di prove non è prova dell'assenza" di spiegazioni naturalistiche dei tratti osservati negli organismi viventi. I sostenitori del disegno intelligente obiettano però che dal punto di vista filosofico gli argomenti ad ignorantiam puri sono nella vita reale estremamente rari e fanno riferimento soprattutto a situazioni ad elevata implausibilità (come il famoso "drago nel garage" di Sagan). Nella maggior parte dei casi pratici, i ragionamenti sono inferenze alla migliore spiegazione possibile, e la loro verosimiglianza può aumentare fin quasi alla certezza utilizzando implicitamente la forma logica del modus tollens per la quale, avendo 2 proposizioni p e q e sapendo che p implica q (p→q), dalla negazione di q si può dedurre la negazione di p (!q => !p). Nel caso dell'evoluzione biologica la proposizione p afferma che l'evoluzione è avvenuta secondo il meccanismo neo-darwiniano e la proposizione  q (implicata da p) riguarda la presenza di conferma sperimentale e di plausibilità statistica di tale meccanismo nel generare la complessità biologica. Dopodiché, rilevata l'estrema implausibilità probabilistica di una evoluzione per mutazione puramente casuale (in base alla complessità molecolare, morfologica e funzionale, alla statistica genetica, e ai riscontri fossili), si può sostenere che vale !q, deducendone poi !p e utilizzandolo a supporto dell'ipotesi del disegno intelligente.
Una delle critiche più comuni è che il disegno intelligente invocherebbe un "Dio dei vuoti", cioè i promotori del disegno intelligente riempirebbero i vuoti esplicativi nell'attuale teoria evoluzionista con credenze speculative. I sostenitori del disegno intelligente considerano queste critiche come la conseguenza naturale ma errata del naturalismo filosofico che precluderebbe per definizione la possibilità di contemplare la possibilità di cause sovrannaturali come spiegazioni scientifiche razionali. Affermano quindi che sarebbe presente all'interno della comunità scientifica un pregiudizio sistemico contro le loro idee e le loro ricerche, pregiudizio basato sull'assunzione, puramente naturalistica e non necessaria, che la scienza dovrebbe solo fare riferimento a cause naturali. Argomentano invece che tale presupposto metodologico non sarebbe né necessario né utile per lo svolgimento della ricerca scientifica e anzi la limiterebbe portando all'eliminazione sistematica e indebita di qualsiasi ipotesi progettuale reale anche in presenza di indizi scientifici macroscopici.

## Movimento del disegno intelligente
Il movimento per il disegno intelligente è una campagna organizzata per promuovere le argomentazioni del disegno intelligente in ambito pubblico, principalmente negli USA. Il movimento sostiene che il disegno intelligente svela i limiti metodologici dell'approccio scientifico e della secolare filosofia del naturalismo. In particolare, i suoi appartenenti sostengono che la scienza, facendo affidamento sul naturalismo, richiede l'adozione di una filosofia naturalistica che, ipotizzando il mondo naturale come un sistema chiuso retto da leggi naturali interne immutabili e immodificabili dall'esterno, rifiuta a priori, e come metodo, ogni spiegazione che contenga una causa interna o esterna sovrannaturale o teleologica. Il punto di partenza è quindi una visione non strettamente naturalistica della scienza e che in questa visione il disegno intelligente sarebbe in grado di far entrare a pieno titolo il teismo e l'intervento diretto di Dio nella creazione del mondo tra gli argomenti pienamente compatibili con la scienza, e questo perché, contrariamente al Creazionismo scientifico non richiede né utilizza nei suoi argomenti argomenti a supporto diretto della natura di una divinità. Alla luce di due visioni metafisiche così distanti, il dibattito sul disegno intelligente non poteva da entrambe le parti limitato all'ambito puramente scientifico. Si spiegano così le dichiarazioni di Phillip E. Johnson, considerato il padre del "movimento per il disegno intelligente":
- "La nostra strategia è stata quella di cambiare un po' l'argomento in modo da poter portare la questione del disegno intelligente, che in realtà significa l'esistenza di Dio, davanti al mondo accademico e nelle scuole."[65]
- "Questo non è esattamente, e non è mai stato, un dibattito sulla scienza. Riguarda la religione e la filosofia."[66]
- "Quindi il punto è: "Come vincere?" Questo è il momento in cui ho iniziato a sviluppare ciò che ora vedete completamente dispiegato nella strategia del cuneo: "Attieniti alla cosa più importante" — il meccanismo e l'accumulo dell'informazione. Tieni la Bibbia e la Genesi fuori dal dibattito perché non vuoi sollevare la questione della cosiddetta dicotomia Bibbia/scienza. Formula le argomentazioni in modo tale che possano essere ascoltate nel mondo accademico secolare e in un modo che tenda ad unificare il dissenso religioso. Questo significa concentrarsi su "Hai bisogno di un Creatore per avere la creazione, o la natura può farla da sé?" e rifiutarsi di farsi deviare su altre questioni, cosa che la gente cerca sempre di fare."[67]

Per inquadrare correttamente il tipo di dibattito in corso è opportuno citare anche dichiarazioni del campo opposto riguardo alla presunta inattaccabilità concettuale e alle conseguenze metafisiche del naturalismo materialistico. Così Richard Dawkins dichiara:
- "È di moda mostrarsi apocalittici riguardo alla minaccia posta all'umanità dal virus dell'AIDS, il morbo della mucca pazza, e molti altri, ma credo si possa affermare che la fede è uno dei grandi mali del mondo, paragonabile al virus del vaiolo ma più difficile da sradicare"[68]

Il movimento per il disegno intelligente è in gran parte il risultato degli sforzi del think tank the Discovery Institute, e del suo Center for Science and Culture. La "strategia del cuneo" del Discovery Institute e la sua aggiunta, la campagna Teach the Controversy (Insegna la controversia), sono campagne intese a sponsorizzare le idee del disegno intelligente presso l'opinione pubblica e i politici. In particolare questa attività di divulgazione guarda agli amministratori della scuola pubblica e ai rappresentanti di stato e federali, perché nell'insegnamento dell'evoluzione le argomentazioni del disegno intelligente vengano presentate nel programma di studi scientifici della scuola pubblica accanto a quelle delle teorie neo-darwiniane. Il Discovery Institute riconosce apertamente che singoli e istituzioni private che condividono una visione metafisica non puramente materialista hanno donato milioni di dollari per sostenere il loro programma di ricerca e di divulgazione in modo che "si disfi non solo del Darwinismo, ma anche della sua eredità culturale".
I critici sostengono che invece di produrre dati scientifici originali per sostenere le asserzioni del disegno intelligente, il Discovery Institute avrebbe fatto soprattutto promozione politica della teoria presso il pubblico, i funzionari dell'istruzione e i legislatori. Viene spesso menzionato che ci sarebbe un conflitto tra ciò che i principali propositori del disegno intelligente dicono al pubblico attraverso i media, e quello che dicono nei seminari svolti in ambito cristiano conservatore, e che il Discovery Institute avrebbe tra le sue politiche quella di tenere nascosta la propria agenda. Questo, sostengono, sarebbe la prova che le "attività (del movimento) tradiscono un piano aggressivo e sistematico per promuovere non solo il creazionismo del disegno intelligente, ma la visione religiosa del mondo che gli sta dietro." Questi rilievi vengono respinti dai sostenitori del disegno intelligente. Trattare solo gli aspetti scientifici dell'evoluzione nei dibattiti sull'insegnamento sarebbe invece una prova che le argomentazioni del disegno intelligente non sono religiose ma partono da dati scientifici, mentre è perfettamente legittimo trattare le conseguenze metafisiche di una teoria in sedi diverse da quelle scientifiche. Fanno inoltre rilevare come non si può accusare il movimento di avere un'attività nascosta visto che i seminari e i dibattiti in ambito cristiano sono svolti alla luce del sole.
Il già citato Richard Dawkins, biologo e professore all'Università di Oxford, paragona l'"insegnamento della controversia" con l'insegnare che la Terra è piatta, perfettamente lecito in un corso di storia, ma non in uno di scienze. "Se dai l'idea che ci sono due scuole di pensiero all'interno della scienza, una che dice che la Terra è rotonda e l'altra che dice che la Terra è piatta, stai fuorviando i bambini."
Il disegno intelligente è stato al centro di diverse campagne politiche controverse e di sfide legali, riguardanti tentativi di introdurre la descrizione del disegno intelligente nelle classi di scienze della scuola pubblica, come alternativa alla teoria evoluzionistica vista come una "teoria in crisi".
In Europa a militare su questo fronte troviamo Rémy Chauvin, naturalista e parapsicologo, con cattedra di Psicofisiologia alla Facoltà delle Scienze di Strasburgo che a questo tema ha dedicato il libro La biologia dello spirito. Lo sviluppo degli esseri viventi al di là di ogni evoluzionismo, dove discute il mistero delle origini della vita e dell'intelligenza nel quale introduce il concetto di "volontà programmatrice" determinante negli indirizzi dell'evoluzione.

## Dibattito sul disegno intelligente
Il dibattito sul disegno intelligente si incentra essenzialmente su tre questioni:
1. Se la definizione di scienza sia sufficientemente ampia da permettere teorie sull'origine dell'universo, e della complessità biologica, e umana in particolare, che incorporino gli atti o la guida di un progettista intelligente.
2. Se i riscontri scientifici attualmente disponibili sostengono tali teorie.
3. Se sia appropriato l'insegnamento di tali teorie nella scuola pubblica insieme a teorie puramente naturalistiche.

I sostenitori del disegno intelligente sostengono in generale che la scienza non debba limitarsi a spiegazioni strettamente naturalistiche dei fenomeni, cioè spiegazioni basate sul presupposto di un mondo chiuso completamente autoconsistente in termini di spiegazioni naturali immutabili. In questa visione escludere spiegazioni non strettamente naturalistiche (con il possibile intervento anche di cause trascendenti la realtà naturale visibile) limiterebbe lo spettro delle possibilità, in particolare quando le spiegazioni naturalistiche falliscono nello spiegare un certo fenomeno o una certa tipologia di fenomeni, mentre il disegno intelligente fornisce spiegazioni molto semplici e parsimoniose alle origini della vita e dell'universo. I propositori sostengono che le prove supportano fortemente tali spiegazioni, perché esempi delle cosiddette complessità irriducibile e complessità specificata, sembrano rendere altamente irragionevole che la complessità e la diversità della vita possano essere venute in essere unicamente tramite mezzi naturali. Infine essi sostengono che la neutralità religiosa richiede che nelle scuole l'insegnamento dell'evoluzione avvenga presentando sia la teoria neodarwiniana che quella del disegno intelligente. Inoltre i sostenitori del disegno intelligente fanno rilevare che, a causa dell'assenza di qualsiasi presupposto religioso nelle argomentazioni scientifiche di tale teoria, il suo insegnamento nelle classi di scienze non viola minimamente le leggi che negli USA sanciscono la separazione tra scienza e religione.
Secondo i critici del disegno intelligente, non solo questo avrebbe fallito nello stabilire un ragionevole dubbio circa i difetti proposti per le teorie scientifiche accettate, ma non avrebbe presentato neanche un caso degno di essere considerato seriamente né un caso credibile a sostegno della pubblica utilità di tale insegnamento nella scuola. Più in generale, i critici sostengono che esso non soddisferebbe gli standard legali minimi per non essere identificato come un tentativo di imporre una credenza religiosa, cosa che negli Stati Uniti è vietata dalla costituzione. Viene inoltre argomentato che i sostenitori della liceità di una trattazione scientifica di fenomeni non strettamente naturali starebbero grossolanamente fraintendendo la questione e, addirittura, la natura e lo scopo della scienza stessa. Questo rilievo è decisamente respinto dai sostenitori del disegno intelligente perché, essendo in questione proprio la definizione di scienza, sarebbe concettualmente errato presupporre la validità a priori della definizione naturalistica.
Tra queste due posizioni esiste una fetta di opinione pubblica che è generalmente comprensiva verso le posizioni del Deismo/Teismo, e quindi desidererebbe una forma di compromesso tra le due posizioni. In questo ambito vi sono molti che, pur non essendo convinti o quantomeno non prendendo posizione nel merito delle argomentazioni scientifiche proposte dal disegno intelligente, condividono la visione di molti sostenitori del disegno intelligente secondo cui lo scientismo sarebbe in fondo anch'esso una religione, che promuove il secolarismo e il materialismo nel tentativo di eliminare la religione dalla vita pubblica. In tal senso l'opera di promozione del disegno intelligente viene vista come un modo, legittimo come quello perseguito dai proponenti una visione materialista, per riportare la religione ad un ruolo centrale nel campo dell'istruzione e di altre sfere pubbliche.

### Media
- Pandamonium  Archiviato il 4 giugno 2006 in Internet Archive. - Videogioco a favore del disegno intelligente.

### Satira
- Flying Spaghetti Monsterism - Una religione che parodia il disegno intelligente
- Caduta intelligente - Una parodia del disegno intelligente
- The Visigoths are Coming!  - Vignetta pro-ID: attacco alla cittadella del darwinismo.

Il vignettista Sidney Harris ha incluso tra le sue vignette sulla scienza molte immagini riguardanti il creazionismo e l'intelligent design.

### Riferimenti
1. ↑  (EN) Top Questions-1.What is the theory of intelligent design?, su discovery.org, Discovery Institute. URL consultato il 13 maggio 2007..
2. ↑  (EN) Primer: Intelligent Design Theory in a Nutshell (PDF), su ideacenter.org, Intelligent Design and Evolution Awareness Center, 2004. URL consultato il 13 maggio 2007.
3. ↑  (EN) Intelligent Design, su intelligentdesignnetwork.org, Intelligent Design network, 2007. URL consultato il 13 maggio 2007.
4. ↑  (EN) Barbara Forrest, Understanding the Intelligent Design Creationist Movement: Its True Nature and Goals. A Position Paper from the Center for Inquiry, Office of Public Policy (PDF), Washington, D.C., Center for Inquiry, Inc., maggio 2007. URL consultato il 6 agosto 2007 (archiviato dall'url originale il 19 maggio 2011)..
5. ↑  (EN) Science and Policy: Intelligent Design and Peer Review, su aaas.org, American Association for the Advancement of Science, 2007. URL consultato il 19 luglio 2007 (archiviato dall'url originale il 6 giugno 2012).
6. ↑  (EN) Top Questions about intelligent design, su discovery.org, Discovery Institute. URL consultato il 13 maggio 2007.
7. ↑  (EN) Stephen C. Meyer e Paul A. Nelson, Getting Rid of the Unfair Rules (recensione di Del Ratzsch,  The Battle of Beginnings: Why Neither Side is Winning the Creation-Evolution Debate), in Origins & Design, 1º maggio 1996. URL consultato il 20 maggio 2005.
8. ↑  (EN) Phillip E. Johnson, Starting a Conversation about Evolution (recensione di Del Ratzsch,  The Battle of Beginnings: Why Neither Side is Winning the Creation-Evolution Debate), su Access Research Network Phillip Johnson Files, 31 agosto 1996. URL consultato il 20 maggio 2007.
9. ↑  (EN) Stephen C. Meyer, The Scientific Status of Intelligent Design: The Methodological Equivalence of Naturalistic and Non-Naturalistic Origins Theories, su docest.com, Ignatius Press, 1º dicembre 2002. URL consultato il 31 agosto 2022. Ospitato su Docest.com.
10. ↑  (EN) Evolution of Kansas science standards continues as Darwin's theories regain prominence, in International Herald Tribune, 13 febbraio 2007. URL consultato il 20 maggio 2007 (archiviato dall'url originale il 25 maggio 2007).
11. ↑  Science and Creationism.
12. 1 2  (EN) Media Backgrounder: Intelligent Design Article Sparks Controversy, su discovery.org, Discovery Institute, 7 settembre 2004.
13. ↑  (EN) James M. Kushiner, Berkeley's Radical (intervista con Phillip E. Johnson), in Touchstone Magazine, Novembre 2000 (archiviato dall'url originale il 20 ottobre 2002).
14. ↑  (EN) Jodi Wilgoren, Politicized Scholars Put Evolution on the Defensive (PDF), in The New York Times, 21 agosto 2005 (archiviato dall'url originale il 15 giugno 2007).
15. ↑   Alberto Flores d'Arcais, Usa, Darwin finisce in tribunale A processo un liceo "creazionista", in la Repubblica, 28 novembre 2005. URL consultato il 31 agosto 2022.
16. ↑   Riccardo Staglianò, Usa, via al primo processo a un liceo "anti-Darwin", in la Repubblica, 26 settembre 2005.
17. ↑   Phillip E. Johnson, The Wedge: Phillip Johnson, su arn.org, Touchstone: A Journal of Mere Christianity, 1999. URL consultato il 24 settembre 2007.
18. ↑  (EN) Nick Matzke, NCSE Resource, su Introduction: Of Pandas and People, the foundational work of the 'Intelligent Design' movement, NCSE, 2004. URL consultato il 24 settembre 2007 (archiviato dall'url originale il 7 ottobre 2008).
19. ↑  Dembski e Colson, p. 27.
20. ↑  Tommaso d'Aquino, Summa Theologica Cinque vie
21. ↑  (EN) Phillip Johnson, The Wedge. Breaking the Modernist Monopoly on Science, in Touchstone: A Journal of Mere Christianity, luglio/agosto 1999. Ospitato su Acess Research Netwoork.
22. ↑  (EN) Phillip Johnson, Keeping the Darwinists Honest, in Citizen Magazine, aprile 1999.
23. ↑  Dembski 1998.
24. ↑  Dembski 1999, p. 210.
25. ↑  Dembski 2005.
26. ↑   Edoardo Boncinelli, Perché non possiamo non dirci darwinisti, Milano, Rizzoli, 2009.
27. ↑   Henry Gee, Tempo profondo. Antenati, fossili, pietre, Torino, Einaudi, 2006.
28. ↑   Camillo Ruini, Verità e libertà, Milano, Mondadori, 2006,  pp. 17 e ss.
29. ↑  (EN) Christoph Schönborn, Finding Design in Nature, in The New York Times, 7 luglio 2005. URL consultato il 31 luglio 2022.
30. ↑  (EN) John L. Allen Jr., The pope's Schulerkreis takes on 'Creation and Evolution', in National Catholic Reporter, 11 agosto 2006.
31. ↑  Spataro, pp. 18, 19.
32. ↑  (EN) Kenneth R. Miller, The Flagellum Unspun The Collapse of "Irreducible Complexity", in Michael Ruse e William Dembski (a cura di), Deabting Design: From Darwin to DNA, Cambridge University Press, 2004, ISBN 978-0521829496.
33. ↑  Ad esempio, si vedano le pubblicazioni di Shanks e Joplin (Niall Shanks e Karl H. Joplin. "Redundant Complexity: A Critical Analysis of Intelligent Design in Biochemistry". East Tennessee State University.  Copia archiviata, su asa3.org. URL consultato il 5 ottobre 2005 (archiviato dall'url originale il 24 ottobre 2005).) contro la complessità irriducibile e Lenski et al. (R.E. Lenski, C. Ofria, R.T. Pennock, C. Adami, "The evolutionary origin of complex features", su Nature, 8 maggio 2003, vol. 423, n. 6936, pp. 139-144) a favore.
34. ↑  Kitzmiller v. Dover Area School District, 04 cv 2688 (20 dicembre 2005), s:en:Kitzmiller v. Dover Area School District/4:Whether ID Is Science#4. ''Whether ID is Science'', p. 64.
35. ↑  Dembski 1999, p. 47.
36. ↑  Dembski e Colson, p. 85.
37. ↑  Nowak in (EN) Claudia Wallis, The Evolution Wars, in Time, 15 agosto 2005,  p. 32 (archiviato dall'url originale il 13 giugno 2006)..
38. ↑  (EN) Paul Marks, Evolutionary algorithms now surpass human designers, su New Scientist, 28 luglio 2007. URL consultato il 31 agosto 2022.
39. ↑  
(EN) Richard Dawkins, 4. Why there almost certainly is no God, in The God Delusion, Boston, Houghton Mifflin Harcourt, 2006,  (119-125, Irreducible complexity), ISBN 0-618-68000-4.
40. ↑  (EN) Guillermo Gonzalez e Jay Wesley Richards, The Privileged Planet: How Our Place in the Cosmos is Designed for Discovery, Washington, DC, Regnery Pub., 2004, ISBN 0-89526-065-4. Ospitato su archive.org.
41. ↑  (EN) Hector Avalos, Review "The Privileged Planet: How Our Place in the Cosmos is Designed for Discovery", su talkreason.org. URL consultato il 18 giugno 2008 (archiviato dall'url originale il 28 gennaio 2011).
42. ↑  (EN) Jim Foley, Privileged Planet, Mk. 1, su The Panda's Thumb, 18 ottobre 2004. URL consultato il 31 agosto 2022.
43. ↑  (EN) Victor J. Stenger, Is The Universe Fine-Tuned For Us? (PDF) (archiviato dall'url originale il 16 luglio 2012).
(EN) Victor J. Stenger, The Anthropic Principle (PDF) (archiviato dall'url originale il 17 giugno 2012).
(EN) Joseph Silk, Our place in the Multiverse, in Nature, vol. 443, n. 7108, 14 settembre 2006,  pp. 145-146.
(EN) Victor J. Stenger, The Anthropic Coincidences: A Natural Explanation, in The Skeptical Intelligencer, vol. 3, n. 3, luglio 1999 (archiviato dall'url originale il 12 novembre 2007). Ospitato su Colorado.edu.
44. ↑  (EN) William Bains, Many Chemistries Could Be Used to Build Living Systems, in Astrobiology, vol. 4, n. 2, June 2004,  pp. 137-167, DOI:10.1089/153110704323175124.
45. ↑  (EN) Stephen Hawking, A Brief History of Time, Bantam Books,  p. 126, ISBN 0-553-38016-8.
46. ↑  Si veda, ad esempio, (EN)  Gerald Feinberg e Robert Shapiro, A Puddlian Fable, in  James Huchingson, Religion and the Natural Sciences, Harcourt, 1993,  pp. 220-221, ISBN 9780030522536.
47. ↑  (EN) J.B.S. Haldane, The Cost of Natural Selection (PDF), in J. Genet., vol. 55, 1957,  pp. 511-524.
(EN) Leigh Van Valen, Haldane's Dilemma, evolutionary rates, and heterosis, in Amer. Nat., vol. 47, 1963,  pp. 185-190.
48. ↑  Walter ReMine, The Biotic Message, 1993, citato in (EN) Robert Williams, Haldane's Dilemma, su gate.net (archiviato dall'url originale il 15 maggio 2008)..
49. ↑  Williams.
50. ↑  (EN) William Dembksi, Is Intelligent Design a Form of Natural Theology?, su designinference.com (archiviato dall'url originale il 29 luglio 2012).
51. ↑  (EN) Beth McMurtrie, Darwinism Under Attack, in The Chronicle Of Higher Education, 21 dicembre, 2001. URL consultato il 31 agosto 2022.
52. ↑  (EN) Stephen C. Meyer, The Origin of Biological Information and the Higher Taxonomic Categories, in Proceedings of the Biological Society of Washington, vol. 117, n. 2, agosto 2004,  pp. 213-239. URL consultato il 31 agosto 2022. Ospitato su Stephencmayer.org.
53. ↑  (EN) Wesley R. Elsberry, Meyer's Hopeless Monster, su The Panda's Thumb, 24 agosto 2004. URL consultato il 31 agosto 2022.
54. ↑  (EN)  Statement from the Council of the Biological Society of Washington. Settembre 2004. http://www.biolsocwash.org/id_statement.html[collegamento interrotto]
55. ↑  AAAS Board Resolution on Intelligent Design Theory.
56. ↑  (EN) Richard Sternberg, Procedures for the publication of the Meyer paper, su rsternberg.net, 2004 (archiviato dall'url originale il 6 marzo 2005).
57. ↑  (EN)  "Clarifications Regarding the BSG, Bryan College, and Richard Sternberg".
58. ↑  (EN) Richard Sternberg, Office of Special Counsel "Pre-Closure Letter" [Presunta lettera dell'Office of the Special Counsel indirizzata a Sternberg], su rsternberg.net, 2004 (archiviato dall'url originale il 19 novembre 2005).
59. ↑  (EN) William Dembski, The Act of Creation: Bridging Transcendence and Immanence, su leaderu.com (archiviato dall'url originale il 25 gennaio 2007)..
60. ↑  (EN) William Dembski, Signs of Intelligence, in Touchstone Magazine, vol. 12, n. 4, luglio/agosto 1999. URL consultato il 31 agosto 2022.
«Intelligent design is just the Logos theology of John's Gospel restated in the idiom of information theory»
61. 1 2  Wallis.
62. ↑  (EN) Intelligent design rears its head, in The Economist Magazine, 30 luglio/5 agosto 2005,  pp. 30-31. URL consultato il 31 agosto 2022.
63. ↑  (EN) Robert Larmer, Is there anything wrong with God of the gaps reasoning?, in Int. Journal for Philosophy of Religion, vol. 52, 2002,  pp. 129-142 (archiviato dall'url originale il 24 ottobre 2007). Ospitato su Newdualism.org.
64. ↑  Shanks.
65. ↑  (EN) Elizabeth Nickson, Let's Be Intelligent About Darwin, in National Post, 6 febbraio 2004 (archiviato dall'url originale l'8 giugno 2007). Ospitato su Christianity.ca..
66. 1 2  (EN) Joel Belz, Witnesses For The Prosecution, in World Magazine, vol. 11, n. 28, 30 novembre 1996,  p. 18. Ospitato su LeaderU.com.
67. ↑  Phillip E. Johnson in (EN) Berkeley's Radical. An Interview with Phillip E. Johnson, in Touchstone magazine, novembre 2000 (archiviato dall'url originale il 9 giugno 2007).
68. ↑  (EN) Richard Dawkins, Is Science a Religion?, in Humanist, gennaio/febbraio 1997. URL consultato il 31 agosto 2022. Ospitato su Skeptical-science.com.
69. ↑  (EN) Max Blumenthal, Avenging angel of the religious right, su Salon.com, 6 gennaio 2004. URL consultato il 31 agosto 2022.
70. ↑  How Intelligent Design Creationism Is Wedging Its Way into the Cultural and Academic Mainstream, in Forrest 2001.
71. ↑  (EN) Southern Methodist University, Darwinism: Science or Philosphy? (PDF), a cura di Jon Buell e Virginia Hearn, Darwinism: Scientific Inference of Philosophical Preference?, Dallas, Texas, 26-28 marzo 1992 (archiviato dall'url originale l'11 marzo 2011).
72. ↑  (EN) The Cartoons of S. Harris, su Science Cartoons Plus. URL consultato il 31 agosto 2022.